# بلیایکا
بلیایکا (صربی: Beljajka}} یک منطقهٔ مسکونی در صربستان است.